# Kanal Maloga Stona
Kanal Maloga Stona – kanał morski w Bośni i Hercegowinie i Chorwacji, pomiędzy półwyspami Klek i Pelješac, część Morza Adriatyckiego.

## Opis
Bywa również uznawany za zatokę i nazywany Malostonskim zaljevem, podobnie jak jego część, będąca zatoką leżącą za półwyspem Klek. Dzieli się na zatoki Malostonski zaljev i Klek-Neum. Jego długość wynosi 21 km, szerokość 2,5 km, a głębokość maksymalna 29 m. Od Neretvanskiego kanalu oddziela go zatoka Malo more. W kanale położone są wyspy Banja, Crkvica i Govanj. Wraz z częścią Malego mora od 1983 roku objęty jest ochroną przyrodniczą. 
Miejscowości położone nad kanałem to Neum, Duba Stonska, Hodilje, Luka i Mali Ston. Wybrzeże jest generalnie słabo zaludnione. Wzdłuż północnego wybrzeża biegnie Magistrala Adriatycka wraz z przejściem granicznym pomiędzy Bośnią i Hercegowiną a Chorwacją. U wejścia do kanału zbudowano Pelješki most, który łączy Pelješac z resztą Chorwacji.